# 1294
- Wikisource

| Calendário gregoriano                                                        | 1294 MCCXCIV                                         |
| Ab urbe condita                                                              | 2047                                                 |
| Calendário arménio                                                           | 743 – 744                                            |
| Calendário bahá'í                                                            | -550 – -549                                          |
| Calendário budista                                                           | 1838                                                 |
| Calendário chinês                                                            | 3990 – 3991 Início a 28 de janeiro (aproximadamente) |
| Calendário copta                                                             | 1010 – 1011                                          |
| Calendário etíope                                                            | 1286 – 1287                                          |
| Calendários hindus - Vikram Samvat - Calendário nacional indiano - Cáli Iuga | 1349 – 1350 1215 – 1216 4394 – 4395                  |
| Calendário Holoceno                                                          | 11294                                                |
| Calendário islâmico                                                          | 693 – 694                                            |
| Calendário judaico                                                           | 5054 – 5055                                          |
| Calendário persa                                                             | 672 – 673                                            |
| Calendário rúnico                                                            | 1544                                                 |
| Calendário solar tailandês                                                   | 1837                                                 |

1294 (MCCXCIV, na numeração romana) foi um ano comum do século XIII do Calendário Juliano, da Era de Cristo, a sua letra dominical foi C (52 semanas), teve início a uma sexta-feira e terminou também a uma sexta-feira.
| Ano completo                       |
| ---------------------------------- |
| Ano comum com início à sexta-feira |

- Morte de Kublai Khan - Antigo Imperador da China, neto de Genghis Khan.